# Lac de la Gittaz

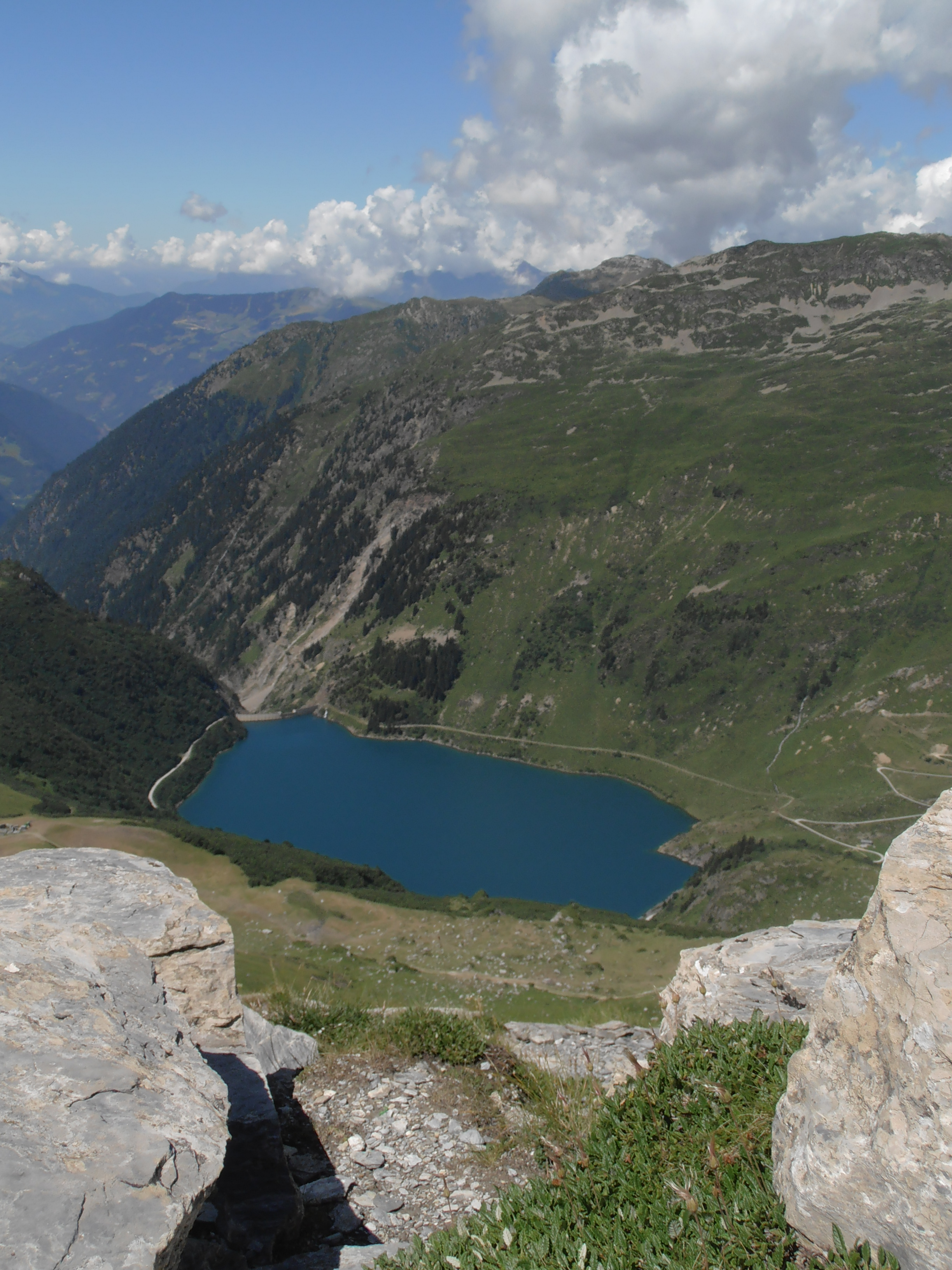
Lac de la Gittaz

Lac de la Gittaz (pol. Jezioro Gittaz) – sztuczny zbiornik zaporowy we wschodniej Francji, w Masywie Beaufortin w Alpach Graickich. Stanowi jedno z ogniw systemu zbiorników wodnych, zasilających elektrownię wodną La Bâthie w dolinie Isère.

## Położenie
Leży w gminie Beaufort (lokalnie: Beaufort-sur-Doron) w departamencie Sabaudia, w regionie Rodan-Alpy, ok. 6 km na wschód od miejscowości Beaufort.
Powstał po przegrodzeniu dużego, górskiego potoku Torrent de la Gittaz (też: Nant des Lotharets; prawobrzeżny dopływ Doron de Beaufort) zaporą wodną Gittaz.

## Charakterystyka
Zbiornik powstał w trakcie budowy wymienionej wyżej zapory, tj. w latach 1962-1967. Posiada kształt zbliżony do nieforemnego owalu o maksymalnej długości ok. 830 m. Wysokość lustra wody wynosi maksymalnie 1562 m n.p.m. Powierzchnia maksymalnie wypełnionego zbiornika wynosi 39,3 ha, maksymalna głębokość 65 m. Gromadzi do 13,7 milionów m3 wody, dostarczanej przez potok la Gittaz oraz zbieranej przez kilka sztucznych kanałów z terenów Sallestet na wschód od jeziora. Woda ze zbiornika, przesyłana podziemnym rurociągiem, zasila zbiornik Roselend.
Zbocza otaczające jezioro są strome, południowe (wystawione ku północy) porośnięte lasem, północne (wystawione ku południu, suche) - skąpymi pastwiskami.

## Znaczenie turystyczne
Brzegi zbiornika są dostępne dla turystów. Obiega je terenowa droga, dostępna dla pojazdów poza okresem zimowym.